# 三星Galaxy A3 (2016)
三星Galaxy A3（2016）是三星电子制造的Android智慧型手机，于2015年12月发布，运行Android 5.1.1 (Lollipop)，可升级至 7.0 (Nougat)。这台智慧型手机搭载了64位高通MSM8916 Snapdragon 410或三星电子Exynos 7578 SoC，由 4个ARM Cortex-A53 核心、Adreno 306或Mali-T720MP2 GPU、1.5 GB的记忆体和16 GB储存空间组成，最大可以扩充到256 GB的MicroSD记忆卡,电池为不可拆卸式2300mAh，不支援快充。三星Galaxy A只有132克。

## 技術規格
- 後置攝像頭：1300萬像素
- 前置攝像頭：500萬像素
- 記憶體：1.5 GB RAM
- 儲存空間：16 GB
- 電池：2300 mAh
- 屏幕尺寸：4.7寸
- 處理器：Cortex-A53
- 作業系統：Android 5.1.1 (Lollipop),现已可升级至 7.0 (Nougat)
- 重量：132克
- Super AMOLED 電容式觸摸屏